# Cauchemar et Doux Rêve
Pour plus de détails, voir Fiche technique et Distribution.

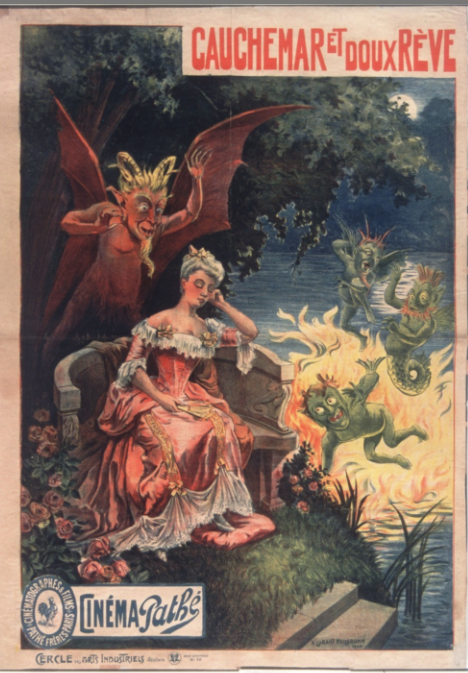
Affiche de Vincent Lorant-Heilbronn

Cauchemar et Doux Rêve est un film muet français réalisé par Segundo de Chomón, sorti en 1908.

## Synopsis
Au bord d'un lac, une jeune princesse rêve. Les mauvais génies du lac l'emportent dans une grotte, où des gnomes se préparent à la brûler vive. La princesse s'éveille un instant puis se rendort. La fée du lac apparait, tandis qu'un beau prince lui chuchote à l'oreille. Elle se réveille, mais c'est un vieux marquis décati qu'elle trouve en lieu et place de son rêve.

## Fiche technique
- Titre français : Cauchemar et Doux Rêve
- Titre anglais : Tormenting and Sweet Dream[1], ou Sweet Dreams Intermingled with Nightmares[2]
- Titre allemand : Quälender und süsser Traum[1]
- Titre espagnol : Pesadilla y dulce sueño[3]
- Réalisateur : Segundo de Chomón
- Société de production :  Pathé Frères
- Pays d'origine :  France
- Genre : Film de fantasy, Film à trucs
- Durée : 4 min 45 s (95 m)
- Dates de sortie : 
  - France : 1er novembre 1908
  - États-Unis : 26 juillet 1909

## Distribution
- Julienne Mathieu